# Мария Каролина Австрийская
Мария Каролина Австрийская (нем. Maria Karolina Luise Josepha Johanna Antonia von Österreich, итал. Maria Carolina d'Austria; 13 августа 1752, Вена — 8 сентября 1814, Вена) — королева Сицилийского и Неаполитанского королевств, в период революционных и наполеоновских войн оттеснившая от управления супруга, короля Фердинанда IV. Дочь австрийской императрицы Марии Терезии, сестра французской королевы Марии-Антуанетты.

## Биография
В 15 лет Мария Каролина была выдана замуж за Фердинанда IV вместо своей старшей сестры Марии Йозефы, которая после обручения заболела оспой и скоропостижно умерла. В 1777 году у них родился сын, будущий король Франциск I. Согласно условиям брачного контракта, рождение наследника давало королеве доступ в Государственный совет, который под предводительством либерала Бернардо Тануччи держался союза с Испанией: отцом Фердинанда был испанский король Карл III. Всего в браке с Фердинандом она родила 18 детей, одиннадцать из которых умерли в младенчестве.
Под влиянием своего фаворита (и, как принято считать, любовника), британского баронета Джона Актона, Мария Каролина добилась вступления Неаполя в антиреволюционную коалицию и в 1793 году убедила короля направить неаполитанские корабли на помощь британским к Тулону. Особенно озлобила её против французов весть о казни сестры, Марии Антуанетты. В декабре 1798 года, однако, вошедшие в Неаполь французские войска провозгласили Партенопейскую республику, а королевская чета принуждена была бежать из столицы.
Как только флот Ушакова освободил в июне 1799 года Неаполь от французов, король и королева вернулись в город, а над сторонниками революции была учинена жестокая расправа. Мария Каролина ещё больше уверилась в действенности союза с англичанами и тесно сблизилась с супругой британского посла, известной леди Гамильтон. Рассчитывая на помощь русского и английского флотов, в 1805 году она опять вовлекла Неаполь в войну с французами и в январе 1806 года вновь была вынуждена бежать на Сицилию. Ещё одним ударом стал для неё брак её внучки, Марии Луизы, с ненавистным ей Наполеоном.
Отношения Марии Каролины с супругом никогда не были сердечными, а её поддержка грабительских действий кардинала Руффо в Калабрии стоила ей популярности в народе. Новый британский посланник лорд Бентинк в 1813 году убедил короля выслать Марию Каролину с Сицилии. Свой последний год жизни она провела в родном городе, Вене, где и умерла за 10 дней до открытия Венского конгресса. Узнав о её смерти, Фердинанд заключил морганатический брак с любовницей.

## Потомство

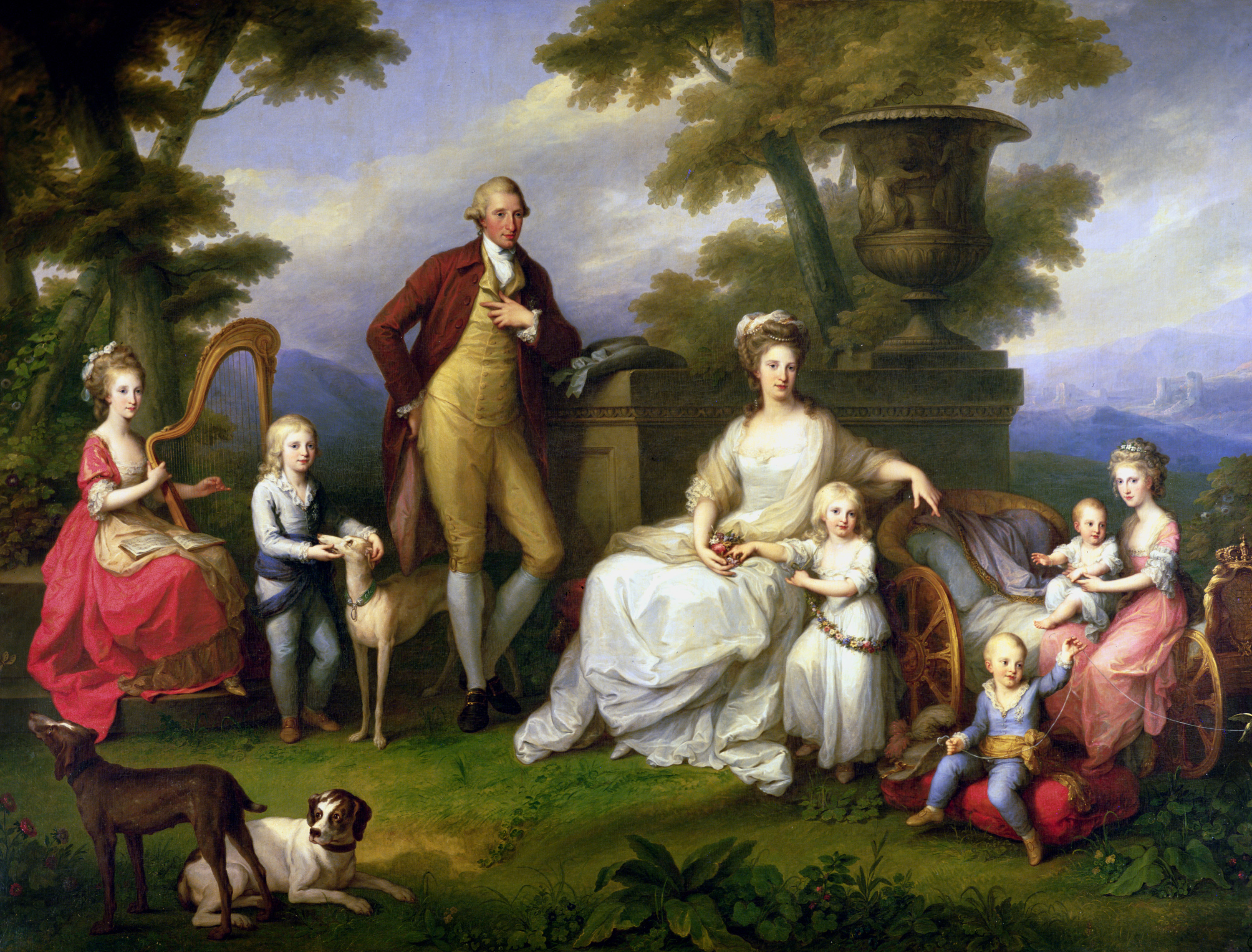
Мария Каролина с семейством на портрете кисти Ангелики Кауфман

| Дети Марии Каролины Австрийской                                                     | Дети Марии Каролины Австрийской | Дети Марии Каролины Австрийской | Дети Марии Каролины Австрийской | Дети Марии Каролины Австрийской |
| Имя                                                                                 | Изображение                     | Дата рождения                   | Дата смерти                     | Примечания |
| ----------------------------------------------------------------------------------- | ------------------------------- | ------------------------------- | ------------------------------- | --- |
| Мария Тереза Каролина Джузеппина                                                    |                                 | 6 июня 1772                     | 13 апреля 1807                  | С 1790 года замужем за своим двоюродным братом императором Священной Римской империи Францем II, впоследствии, австрийским императором Францем I; оставила потомство.                                        |
| Мария Луиза Амелия Тереза                                                           |                                 | 27 июля 1773                    | 19 сентября 1802                | С 1790 года замужем за своим двоюродным братом Великим герцогом Тосканы Фердинандом III; оставила потомство.                                                                                                 |
| Карло Тито Франческо Джузеппе                                                       |                                 | 6 января 1775                   | 17 декабря 1778                 | Умер от оспы. |
| Мария Анна Джузеппа Антуанетта Франческа Гаэтана Тереза                             |                                 | 23 ноября 1775                  | 22 февраля 1780                 | Умерла от оспы. |
| Франческо Дженнаро Джузеппе Саверио Джованни Баттиста                               |                                 | 14 августа 1777                 | 8 ноября 1830                   | Король Обеих Сицилий; в 1797 году женился на двоюродной сестре Марии Клементине Австрийской, оставил потомство; в 1802 году женился на другой двоюродной сестре Марии Изабеллы Испанской, оставил потомство. |
| Мария Кристина Амелия Тереза                                                        |                                 | 17 января 1779                  | 11 марта 1849                   | С 1807 года замужем за королём Сардинии Карлом Феликсом; потомства не оставила. |
| Мария Кристина Амелия                                                               |                                 | 17 января 1779                  | 26 февраля 1783                 | Сестра-близнец предыдущей; умерла от оспы. |
| Дженнаро Карло Франческо                                                            |                                 | 12 апреля 1780                  | 2 января 1789                   | Умер от оспы. |
| Джузеппе Карло Дженнаро                                                             |                                 | 18 июня 1781                    | 19 февраля 1783                 | Умер от оспы. |
| Мария Амалия Тереза                                                                 |                                 | 26 апреля 1782                  | 24 марта 1866                   | С 1809 года замужем за королём Франции Луи-Филиппом I; оставила потомство. |
| Мария Кристина                                                                      |                                 | 19 июля 1783                    | 19 июля 1783                    | Умерла при рождении. |
| Мария Антуанетта Тереза Амелия Джованна Баттиста Франческа Гаэтана Мария Анна Люсия |                                 | 14 декабря 1784                 | 21 мая 1806                     | С 1802 года замужем за своим двоюродным братом королём Испании Фердинандом VII; умерла от туберкулёза; потомства не оставила.                                                                                |
| Мария Клотильда Тереза Амелия Антуанетта Джованна Баттиста Анна Гаэтана Пульхерия   |                                 | 18 февраля 1786                 | 10 сентября 1792                | Умерла от оспы. |
| Мария Генриетта Кармела                                                             |                                 | 31 июля 1787                    | 20 сентября 1792                | Умерла от оспы. |
| Карло Дженнаро                                                                      |                                 | 26 августа 1788                 | 1 февраля 1789                  | Умер от оспы. |
| Леопольдо Джованни Джузеппе Микеле                                                  |                                 | 2 июля 1790                     | 10 марта 1851                   | С 1816 года женат на своей племяннице эрцгерцогине Клементине Австрийской; оставил потомство. |
| Альберто Лодовико Мария Филипо Гаэтано                                              |                                 | 2 мая 1792                      | 25 декабря 1798                 | Умер от истощения на борту HMS Vanguard. |
| Мария Изабелла                                                                      |                                 | 2 декабря 1793                  | 23 апреля 1801                  | Умерла в детстве. |

## В культуре
Мария Каролина изображена Александром Дюма-отцом в романах «Луиза Сан-Феличе» и «Исповедь фаворитки». Она является также персонажем ряда художественных фильмов:
- «Леди Гамильтон» (1941) — Норма Друри Болеславски;
- «Корабли штурмуют бастионы» (1953) — Ада Войцик;
- «Леди Гамильтон» («Le calde notti di Lady Hamilton», 1968) - Надя Тиллер;
- «Фердинанд и Каролина» (1999) — Габриэлла Пессион[итал.];
- «Всё, что осталось от ничего[итал.]» (2004) — Джулия Вебер[итал.];
- Сериал «Екатерина. Самозванцы» (2019) — Ольга Макеева.